# Coruripe
Coruripe es un municipio brasileño del estado de Alagoas. Su población estimada en 2004 era de 44 313 habitantes. Su población vive principalmente del cultivo de la caña de azúcar, recolección de coco, y de la pesca y el comercio.

## Toponimia
Coruripe es un vocablo indígena que significa "en el río de los sapos". 

## Historia
La Villa de Coruripe fue creada por la Ley nº 484 del 23 de julio de 1866, por la cual pasó a ser la sede del municipio, con la denominación de Coruripe.